# Генадий Жидко
Генадий Валериевич Жидко (на руски: Геннадий Валериевич Жидко) е руски генерал-полковник, командир на Източния военен окръг и началник на Главното военно-политическо управление на въоръжените сили на Русия. В края на май 2022 г. той командва руските сили в Украйна, заменяйки армейски генерал Александър Дворников. През октомври същата година отстъпва командването им пред армейски генерал Сергей Суровикин.

## Биография
Жидко е роден на 12 септември 1965 г. в Янгиабад, тогава в границите на Узбекската ССР.
През 1987 г. завършва Ташкентското висше танково командно училище в Чирчик, след което ръководи взвод от 27-ма гвардейска стрелкова дивизия. Впоследствие е повишен на дивизьонен командир, а по-нататък и на капитан и полковник. През 1997 г. завършва Военната академия на бронетанковите войски.
Служи като командир на 92-ри мотострелкови полк, част от 201-ва мотострелкова дивизия в Душанбе, Таджикистан към 2001 г. През 2007 г. завършва Военната академия на Генералния щаб на Русия. От август 2007 г. до юли 2009 г. командва 20-та гвардейска мотострелкова дивизия в Севернокавказия военен окръг, стациониран във Волгоград. По това време работи с генерал-майкор Александър Лапин, създавайки връзки с военните групи и подобрявайки бойното и тактическото обучение.
От юли 2009 г. до януари 2011 г. е заместник-командир на 20-та гвардейска общовойскова армия във Воронеж, а след това е назначен за началник щаб и първи заместник-командир на 6-та общовойскова армия в Санкт-Петербург.
От януари 2015 г. до септември 2016 г. Жидко е началник щаб и първи заместник-командир на 2-ра гвардейска танкова армия, а след това е назначен и за неин командир в Самара. На 20 февруари 2016 г. е повишен на генерал-майор. Същата година служи като началник щаб на руските въоръжени сили в Сирия, а от ноември 2017 г. до ноември 2018 г. е заместник-началник щаб на Генералния щаб на въоръжените сили на Русия. На 11 юни 2018 г. е повишен на генерал-лейтенант.
През ноември 2018 г. Жидко е назначен да оглавява Източния военен окръг, замествайки Александър Журавльов, а на 11 юни 2020 г. е повишен на генерал-полковник. На 12 ноември 2021 г. е назначен за началник на Главното военно-политическо управление на въоръжените сили на Русия.

### Руско нападение над Украйна
В края на май 2022 г. се появяват сведения, че Жидко е поставен начело на руските войски в Украйна на мястото на армейски генерал Александър Дворников. Месец по-късно, обаче, е понижен до началник на Източния военен окръг, а Сергей Суровикин го заменя в Украйна.
Жидко умира на 16 август 2023 г. в Москва след продължително боледуване.